# Arlon
Arlon (deutsch und luxemburgisch Arel, niederländisch Aarlenⓘ, im Deutschen wird heute meist der französische Name verwendet) ist eine Stadt im Südosten von Belgien in der Region Wallonien mit 31.310 Einwohnern (Stand 1. Januar 2024). Sie ist die Hauptstadt der belgischen Provinz Luxemburg.
In und um Arlon (Areler Land) wird neben dem Französischen auch ein mit dem Luxemburgischen eng verwandter, vom Aussterben bedrohter moselfränkischer Dialekt gesprochen (Areler Platt).

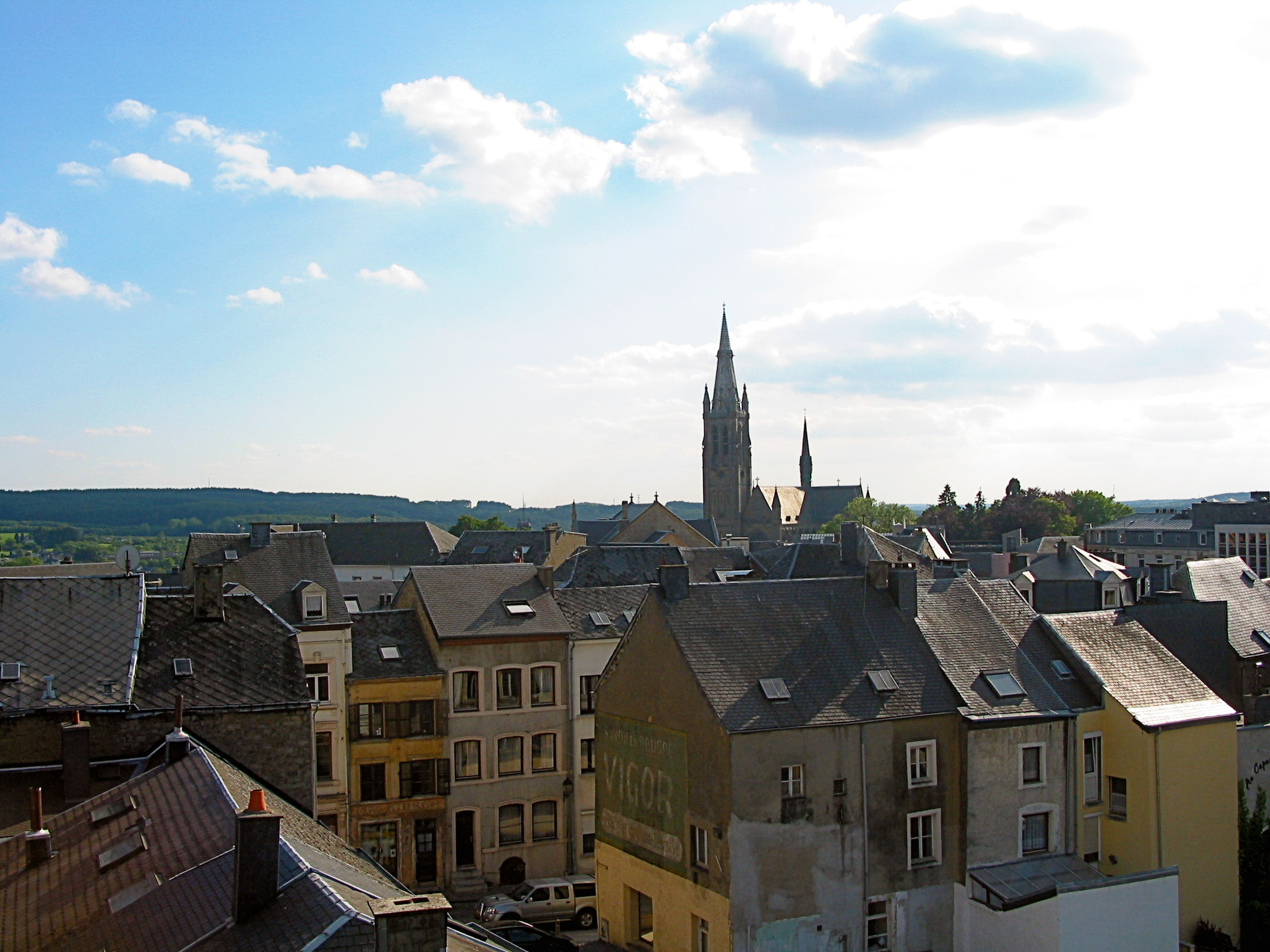
Stadtansicht von Arlon

## Lage
Die Stadt liegt auf einer Anhöhe, 404 m ü. M. am Ufer der Semois (deutsch Setzbach oder Sesbach), nahe der Grenze zum Großherzogtum Luxemburg, etwa 190 km südöstlich von Brüssel.

## Geschichte

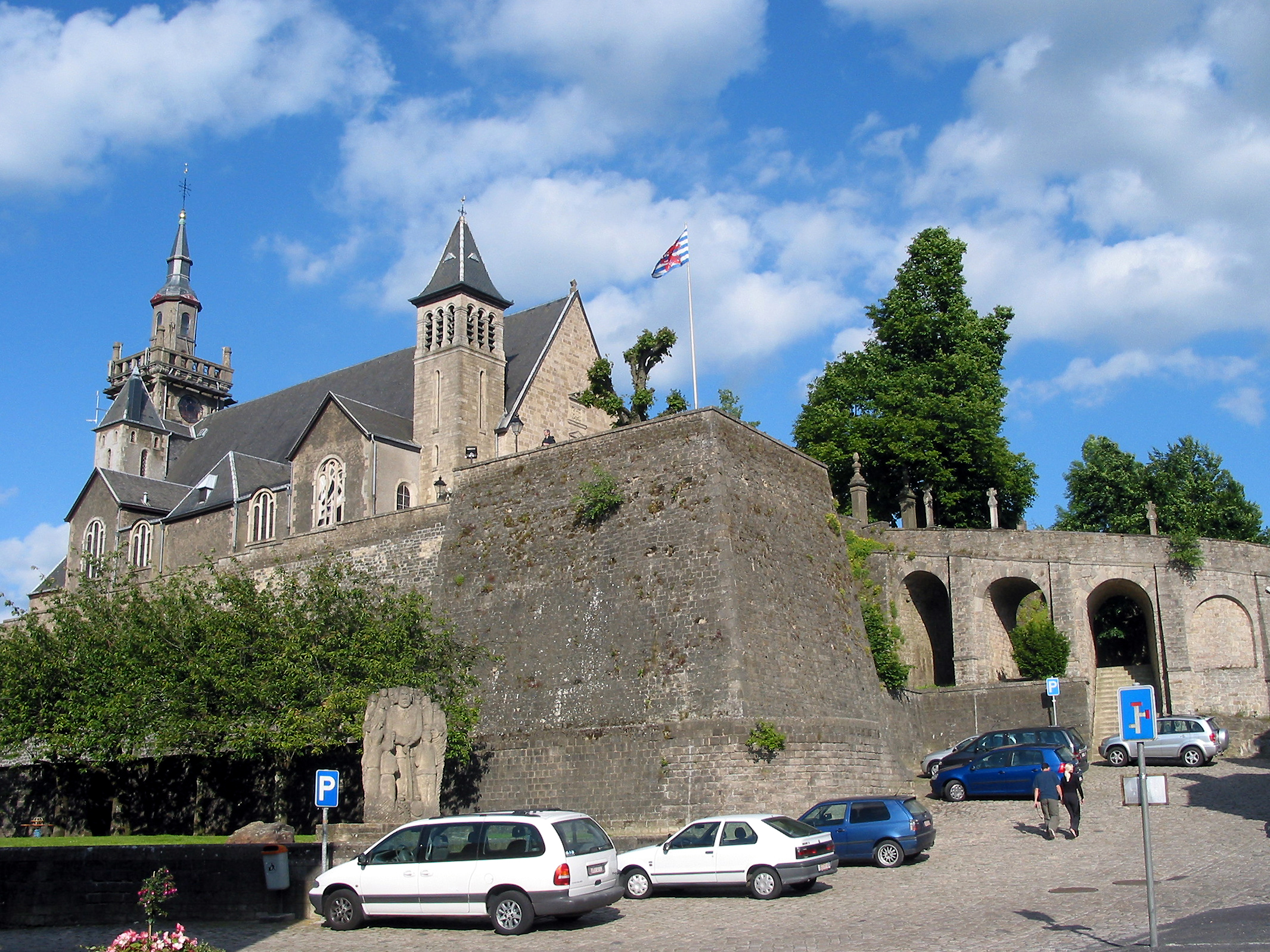
Kirche Saint-Donat

Arlon entstand aus der römischen Siedlung Orolaunum, die um 52 v. Chr. angelegt wurde, und beansprucht im Wettstreit mit Tongern und Tournai, die älteste Stadt Belgiens zu sein. Um 54 n. Chr. befand sich der Ort am Schnittpunkt der Römerstraßen von Reims nach Trier und von Tongern nach Metz.
Erstmals urkundlich erwähnt wird Arlon 870 im Teilungsvertrag von Meerssen, als es dem neuen Reich Karls des Kahlen zugeteilt wurde. Schon damals hieß es – eine geschichtliche Seltenheit – so wie heute. Auch Adlige der Jahre 1052, 1055, 1095 und 1136 nannten sich „de Arlon“. Im 10. Jahrhundert bildete Arlon mit seinem Umland zuerst eine Grafschaft, später eine Markgrafschaft. Seit 1119 wurde die Grafschaft in Personalunion mit Limburg regiert, bis sie 1214 an die Grafschaft Luxemburg überging.
Durch die 1839 infolge der Belgischen Revolution vorgenommene Teilung Luxemburgs in einen belgischen und einen großherzoglichen Teil wurden Arlon und sein Umland – obwohl die Bevölkerung Moselfränkisch und nicht Französisch sprach – der neuen, französischsprachigen Provinz Luxemburg zugeschlagen. Der Grund lag im Fehlen einer größeren Stadt auf belgischer Seite, die die Funktion eines Verwaltungszentrums hätte ausüben können, sowie im hohen strategischen und wirtschaftspolitischen Wert der Nord-Süd-Straße – der heutigen N 4 – über Bastogne, Attert und Arlon als Bindeglied und kürzeste Verbindung zwischen den sich entwickelnden Industriezentren Liège/Lüttich in Belgien und Longwy im französischen Lothringen im 19. Jahrhundert. In den folgenden Jahren wurde Arlon mit Regierungsgebäuden, Gerichten, Museen und einem Bahnanschluss ausgestattet. 1976 wurden die Gemeinden Autelbas/Niederelter, Bonnert/Bunnert, Fouches/Offen, Guirsch/Girsch, Heinsch/Heischlingen und Toernich/Törnich eingemeindet.
Die Stadt gelangte im Frühjahr 2004 als Gerichtsort des Mordprozesses um Marc Dutroux in die internationalen Medien.

## Sehenswürdigkeiten

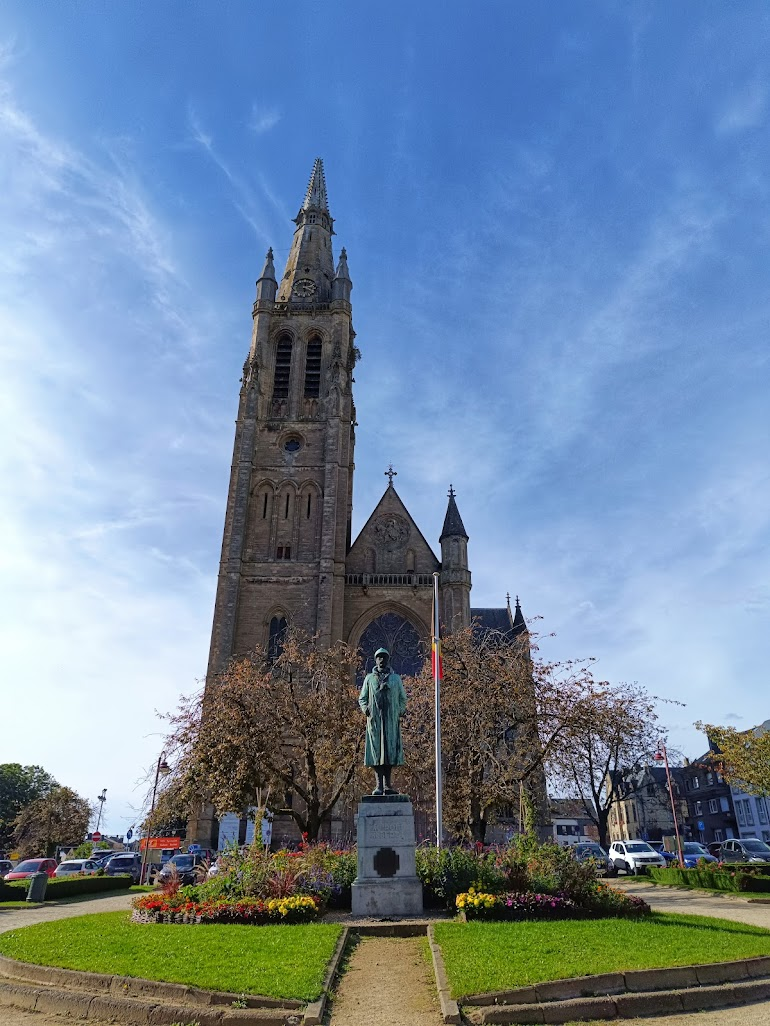
St.-Martins-Kirche mit Statue für König Albert I.

Arlon besitzt viele Sehenswürdigkeiten, wie in der Altstadt die Grand Place (Großer Platz, der historische „Botermahrt“ = Buttermarkt) oder die Place Léopold (Leopoldsplatz, der historische „Fruchtmahrt“ = Getreide- bzw. Kornmarkt) mit der Esplanade auf der ehemaligen Schanze.
Weitere Sehenswürdigkeiten sind
- die St.-Donatus-Kirche (Eglise Saint-Donat) aus dem 17. Jahrhundert als Teil eines ehemaligen Kapuzinerklosters auf einer Anhöhe in der Altstadt (Areler Knippchen)
- die St.-Martins-Kirche (neugotisch, errichtet im Jahr 1914; große Orgel mit 52 Registern, 1932 von Orgelbau Haupt eingebaut)
- das Luxemburgische Museum mit einer wichtigen gallo-römischen Antikenabteilung
- die Synagoge (1865) sowie der älteste jüdische Friedhof Belgiens
- der Bahnhof (1885)
- L’Entrepôt, die Konzerthalle mit dem Schwerpunkt auf zeitgenössische Musik, wird mit einem Kostenaufwand von 962.000 Euro renoviert.[3]
- Kopie der Jupitersäule in der Fußgängerzone[4]

In einem Kirchengrab fand sich eine Amulettkapsel mit Runen und eine christliche Kreuzdarstellung.

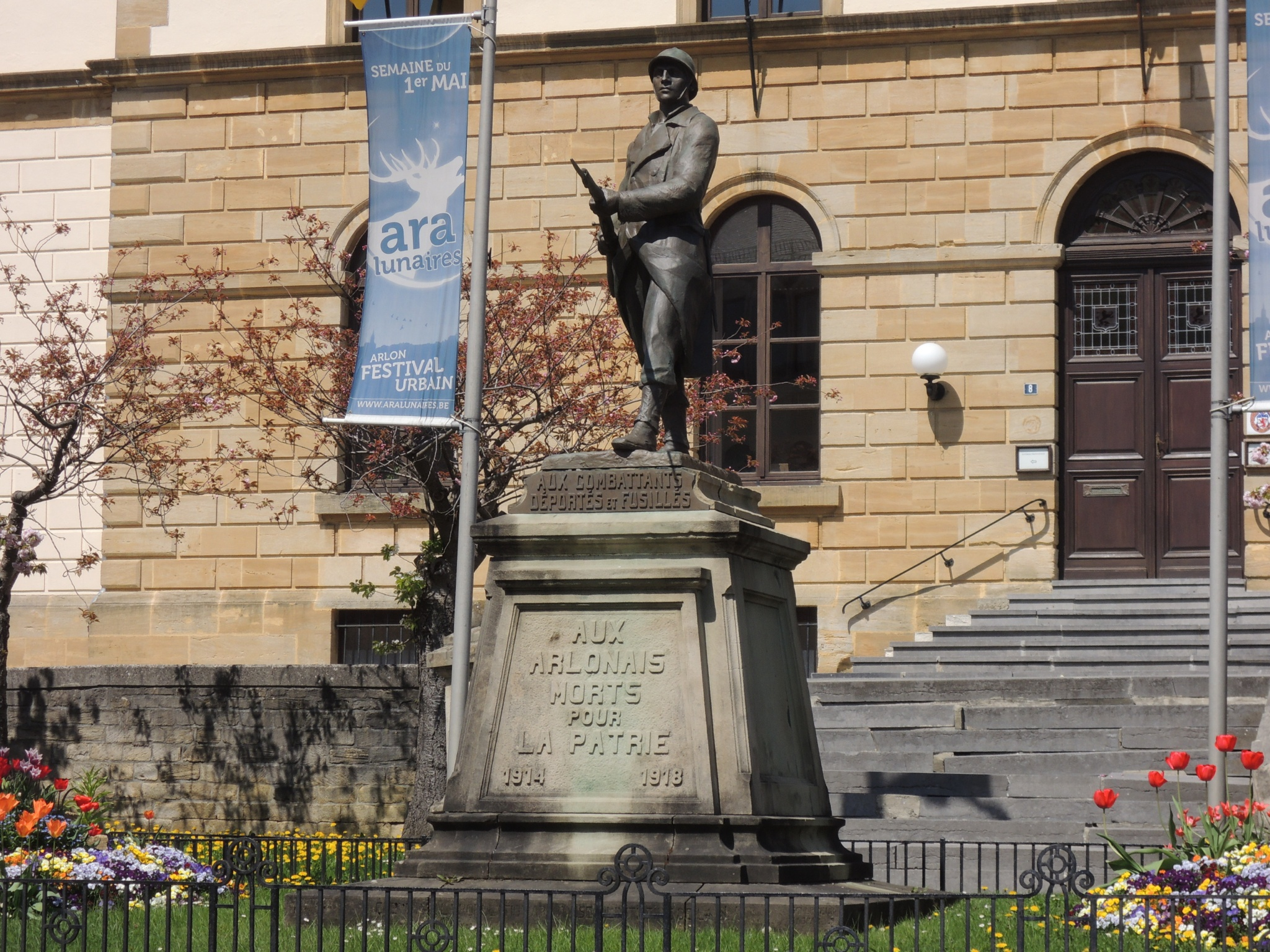
Kriegerdenkmal Erster Weltkrieg
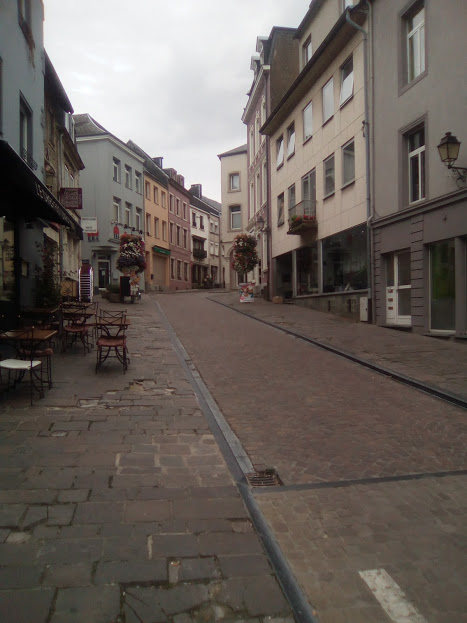
Innenstadt
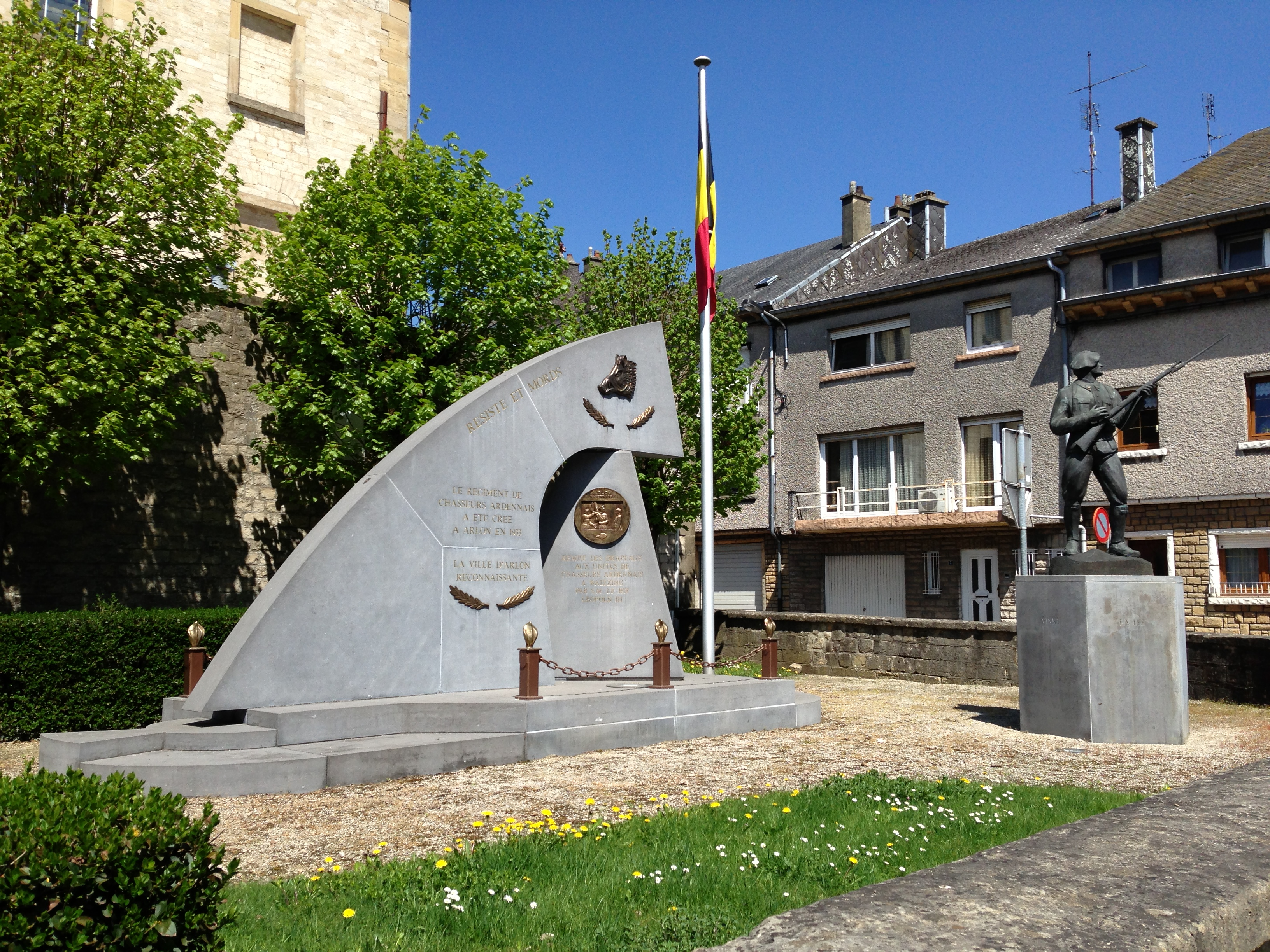
Denkmal für den Widerstand im Zweiten Weltkrieg
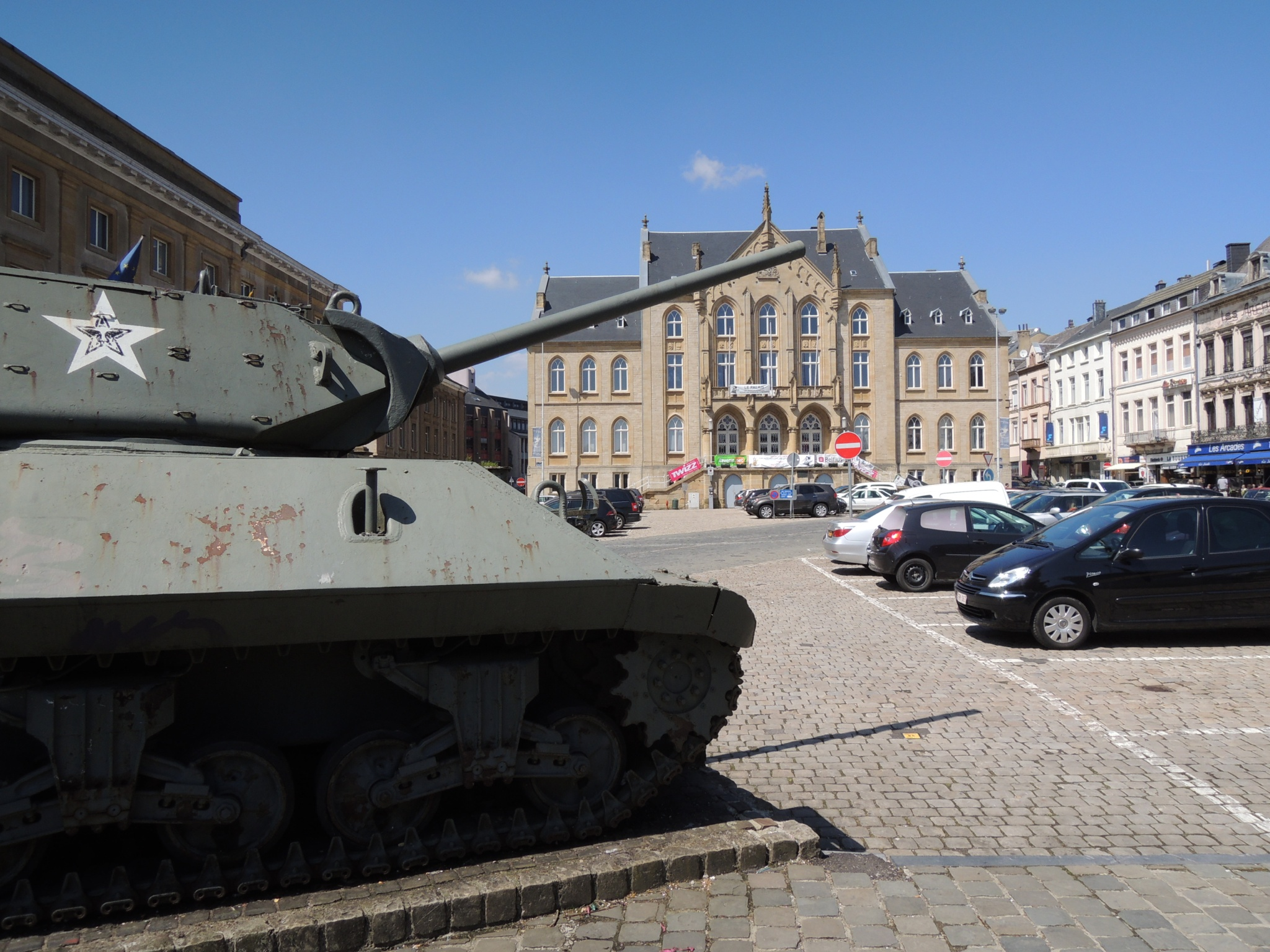
Marktplatz von Arlon mit amerikanischem Panzer
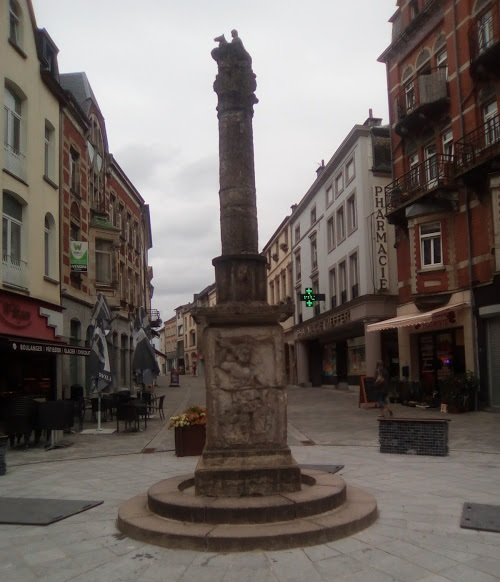
Kopie der Jupitersäule in der Fußgängerzone

## Verkehr
- Arlon liegt an der überregional bedeutsamen Bahnstrecke Brüssel – Namur – Luxemburg. Der Bahnhof wird täglich von rund 110 Zügen frequentiert.
- Die Bahnstrecke Athus-Meuse-Linie verbindet Arlon über Athus/Athem, Rodingen/Rodange (Luxemburg), Bertrix, Libramont und Dinant mit der Agglomeration Namur.
- Südlich der Stadt verläuft die belgische Autobahn A 4, Teilstück der Europastraße 25, die bis nach Italien führt.

## Wirtschaft
In Arlon befindet sich seit 1989 die einzige belgische Produktionsstätte des italienischen Süßwarenherstellers Ferrero, die FERRERO ARDENNES. In Spitzenzeiten sind dort heutzutage bis zu 1100 Mitarbeiter beschäftigt. Laut Unternehmensangaben stammen 7 % der gesamten Jahresproduktion von Ferreros „Kinder“-Produkten aus diesem Werk. Es geriet 2022 aufgrund einer Salmonellen-Verunreinigung in die Schlagzeilen, die zu Dutzenden Infektionen, einem weltweiten Produktrückruf und der behördlichen Anordnung der einstweiligen Schließung des Werks führte.

## Bildung
Arlon ist Standort des Fachbereichs Wirtschaft der Haute École Catholique du Luxembourg Blaise Pascal (Kath. Hochschule Luxemburg) sowie der technischen Fachbereiche der Haute École Robert Schuman. Außerdem befinden sich ein Campus der Universität Lüttich sowie mehrere höhere Berufsbildungseinrichtungen in Arlon.

## Partnerstädte
- Alba (Italien)
- Bitburg (Deutschland)
- Diekirch (Luxemburg)
- Hayange (Frankreich)
- Market Drayton (Vereinigtes Königreich)
- Saint-Dié-des-Vosges (Frankreich), seit 1976

## Söhne und Töchter der Stadt
- Bartholomaeus Latomus (1485–1570), Humanist
- Matthias von Held (* um 1490–1563), Jurist und Reichsvizekanzler des Heiligen Römischen Reiches
- Johann Kaspar Basselet von La Rosée (1710–1795), General der Bayerischen Armee
- Godefroid Kurth (1847–1916), Historiker
- Charles-Marie de Braconnier (1849–1917), Soldat und Kolonialbeamter
- Émile Wambach (1854–1924), Komponist und Musikpädagoge
- Joseph Origer (1898–1945), römisch-katholischer Geistlicher und Märtyrer
- Charles Massonet (1914–1996), Bauingenieur
- Julien Ries (1920–2013), Erzbischof, Kardinal, Altorientalist und Religionshistoriker
- Benoît Lamy (1945–2008), Filmregisseur und Drehbuchautor
- Jean Louis Ska (* 1946), römisch-katholischer Priester, Theologe und Alttestamentler
- Guillaume de Posch (* 1958), TV-Manager
- Dominique Mathieu (* 1963), Ordensgeistlicher und römisch-katholischer Erzbischof von Teheran-Isfahan, Kardinal
- Anthony Moris (* 1990), luxemburgischer Fußballspieler
- Timothy Castagne (* 1995), Fußballspieler
- Timothy Martin (* 2001), belgisch-luxemburgischer Fußballspieler